# René Schmid (Radsportler)
René Schmid (* 2. Mai 1944 in Zürich) ist ein ehemaliger Radrennfahrer aus der Schweiz und nationaler Meister im Radsport.

## Sportliche Laufbahn
Schmid begann 1961 mit dem Radsport. Er war im Bahnradsport und im Strassenradsport aktiv. 1963 qualifizierte er sich mit dem Sieg im Eintagesrennen von Niederlenz für die A-Klasse der Amateure in der Schweiz. Er wurde nationaler Meister im Mannschaftszeitfahren und in der Mannschaftsverfolgung auf der Bahn. 1964 war er erneut Mitglied des siegreichen Bahnvierers bei den Schweizer Meisterschaften.
Schmid siegte in jener Saison in der Genfer Kantonsrundfahrt. Mit der Nationalmannschaft bestritt er das Milk Race und holte einen Tageserfolg in dem Etappenrennen.